# Французов, Сергей Алексеевич (футбольный судья)
Сергей Алексеевич Французов (род. 28 августа 1960, Москва) — советский российский футбольный судья национальной категории, инспектор РФС.
Дебютировал в 1989 году в матчах второй лиги. С 1992 года работал лайнсменом в матчах чемпионата России. В 1999—2005 годах провёл 31 матч в качестве главного судьи. Работал лайнсменом в международных матчах, в том числе на игре 1/4 финала Лиги чемпионов 1994/95 «Бавария» — «Гётеборг» (0:0) в бригаде Сергея Хусаинова, на игре группового этапа чемпионата Европы 1996 Турция — Дания (0:3) в бригаде Николая Левникова, на первой игре Суперкубка УЕФА 1996 «Пари Сен-Жермен» — «Ювентус» (1:6) в бригаде Н. Левникова.
Позже — инспектор РФС, председатель Московской коллегии судей по футболу. Руководитель спортивного отдела Московской федерации футбола.